# Iringaakalat
Iringaakalat (Sheppardia lowei) är en afrikansk fågel i tättingfamiljen flugsnappare. Den är endemisk för bergsskogar i Tanzania där den anses vara hotad.

## Utseende och läten
Iringaakalaten är en liten (13 cm) och färglös trastliknande flugsnappare. Ovansidan är jämnbrun. På huvudet syns ett otydligt ögonbrynsstreck precis framför och ovanför ögat. Undertill är den varmt olivbrun på bröst och flanker, ljusare på de mittersta delarna. Långa och skära tarser och tår är diagnostiska för arten. Liknande tanzaniaakalaten har orange anstrykning på undersidan, mer orangefärgade och framför allt kortare tarser som gör att den ser mindre ut samt ett tydligare vitt ögonbrynsstreck. Lätena beskrivs i engelsk litteratur som visslade "wree wree" och ett "tchak" som varningsläte.

## Utbredning och systematik
Fågeln förekommer i torra bergsskogar i södra och centrala Tanzania. Den behandlas som monotypisk, det vill säga att den inte delas in i några underarter.

### Familjetillhörighet
Akalater liksom fåglar som rödhake, näktergalar, stenskvättor, rödstjärtar och buskskvättor behandlades tidigare som en trastar (Turdidae), men genetiska studier visar att den tillhör familjen flugsnappare (Muscicapidae).

## Levnadssätt
Iringaakalaten hittas mycket lokalt i både torra och fuktiga bergsskogar på mellan 1350 och 2500 meters höjd, i ursprungliga skogar såväl som ungskog. Där ses den enstaka eller i par. Den kan sitta still under långa perioder, varifrån den gör utfall för att fånga insekter i luften. Fågeln uppträder också födosökande på marken, gärna kring svärmar av vandringsmyror för att fånga insekter som skräms upp i myrornas väg.

## Status och hot
Iringaakalaten har ett begränsat utbredningsområde och en liten världspopulation bestående av uppskattningsvis endast 6 000–15 000 vuxna individer. Den tros också minska i antal till följd av habitatförlust. Den är därför upptagen på internationella naturvårdsunionen IUCN:s röda lista över hotade arter, kategoriserad som sårbar (VU).

## Namn
Fågelns vetenskapliga artnamn hedrar den brittiske ornitologen och upptäcktsresanden Willoughby Prescott Lowe (1872-1949) som samlade in typexemplaret för arten. Släktesnamnet Sheppardia hedrar Percy Alexander Sheppard (1875-1958), en brittisk jordbrukare, oolog, entomolog, bosättare i Moçambique och nuvarande Zimbabwe samt samlare av specimen.